# Trobada de colles castelleres del Baix Llobregat
La Trobada de colles castelleres del Baix Llobregat, o senzillament Trobada del Baix, és una actuació castellera de periodicitat anual que pretén aplegar totes les colles castelleres de la comarca del Baix Llobregat i, al mateix temps, donar a conèixer i fomentar la pràctica castellera dins la comarca.

## La Diada
Les Trobades del Baix, que se celebren des de l'any 1995, són organitzades cada any una colla diferent, i tradicionalment tenen lloc a finals de temporada, entre octubre i novembre. Donat que hi solen participar més de quatre colles, l'actuació es limita a dues rondes de castells més pilar de comiat, i ronda de repeticions. El nombre de colles oscil·la entre les 10 de la tercera i setena edicions, a les 4 de la XIII Trobada del Baix a Esplugues (20 d'octubre de 2007). Aquestes oscil·lacions responen a diversos factors. En primer lloc, a mitjan dècada dels noranta, arran del boom casteller, es crearen moltes colles al Baix Llobregat, esdevenint la comarca amb més agrupacions castelleres de tots els Països Catalans: l'any 1997 hi convivien, per ordre de creació, Castellers de Castelldefels (1982), Castellers de Cornellà (1991), Castellers de Sant Boi (1993), Castellers de Gavà (1994), Castellers d'Esplugues (1994), Castellers d'Esparreguera (1994), Castellers de Sant Feliu (1996), Castellers de Sant Andreu de la Barca (1996), Castellers de l'Hospitalet (1997) i Castellers de Martorell (1997). Algunes d'aquestes colles han anat dissolent-se d'ençà d'aleshores: Martorell (2002), Castellers de l'Hospitalet (2003), Gavà (2003) i Sant Boi (2007). Algunes d'aquestes colles ja feia algun temps que no actuaven malgrat no estar dissoltes oficialment (com per exemple Sant Boi), o com Castelldefels; aquests últims, però, han tornat a l'activitat el 2008 i han participar en la Trobada d'aquell any. Finalment, cal dir que les colles de l'Hospitalet (actualment la Colla Jove), malgrat pertànyer administrativament al Barcelonès, sí que hi participen.

## Relació d'actuacions
| Diada                  | Data       | Població                  | Colles i actuació |
| ---------------------- | ---------- | ------------------------- | --- |
| I Trobada del Baix     | 2/12/1995  | Sant Andreu de la Barca   | Castellers de Castelldefels: 2de6, i4de6ag, 4de6net, p5 Castellers de Cornellà: 4de8, i2de7, 3de7, p5 Castellers d'Esparreguera: 4de6ag, 3de6ps, p4 Castellers d'Esplugues: 2de6, 3de7, p4, p4 Castellers de Gavà: i4de6ag, 2de6, id4de6ag, p4 Castellers de Sant Boi: i3de7, 4de6ag, 3/6, p4 |
| II Trobada del Baix    | 1/12/1996  | Castelldefels             | Castellers de Castelldefels: i2de7, id2de7, 3de7, p4, p5, p4 Castellers de Cornellà: 2de7, 5de7, p5 Castellers de Martorell: 3de6, 4de6, p4 Castellers de Sant Andreu: 3de6, 4de6ag, p4ps Castellers de Sant Boi: 4de7, 2de6, p5, p4 Castellers de Sant Feliu: id 3/6, id2de6, 3de6, id4de6, p4ps Castellers d'Esparraguera: 4de6ag, 4de6, p4 Castellers d'Esplugues: 4de7, 3de7, ip5, p5 |
| III Trobada del Baix   | 30/10/1997 | Cornellà de Llobregat     | Castellers de Castelldefels: id4de7, 2de6, Pde4 Castellers de Cornellà: 2de7, 4de7a, p5 Castellers d'Esparreguera: i4de6ag, 3de6, Pde5s, Pde5 Castellers d'Esplugues: 3de7, i4de7, 2de6, Pde4 Castellers de Gavà: 3de7, 4de7, Pde5 Castellers de l'Hospitalet: 4de6a, i3de6, p4 Castellers de Martorell: id3de6, id3de6, id4de6, p4 Castellers de Sant Andreu: 2de6, 4de6a, p4 Castellers de Sant Boi: i4de7, i4de7, id3de6, p4 Castellers de Sant Feliu: 2de6, 5de6, p4 |
| IV Trobada del Baix    | 29/11/1998 | Gavà                      | Castellers de Sant Andreu: 3de7, 4de7c, Pde5 Castellers de Gavà: 3de7, 4de7, Pde5 Castellers de Cornellà: 3de7, 4de7, Pde4 Castellers d'Esplugues: i4de7, 3de7c, 2de6, Pde4 Castellers de Sant Feliu: 4de7, i3de7, i5de6, Pde5c Castellers de Sant Boi: 3de7c, Pde4 Castellers de Castelldefels: i3de7, i3de7, 2de6c, Pde5 Castellers de l'Hospitalet: 2de6, 3de6, Pde4 Castellers de Martorell: i3de6, i3de6, Pde4 |
| V Trobada del Baix     | 27/11/1999 | Esplugues de Llobregat    | Castellers de Cornellà: 3de7, 5de7, Pde4 Castellers de Gavà: 3de7, 4de7, Pde5 Castellers d'Esplugues: id4de7, 5de6, 4de7, Pde4 Castellers de l'Hospitalet: 2de6, 5de6, Pde5 Castellers de Sant Feliu: 5de6, 2de6, Pde5c Castellers de Sant Andreu: 2de6, 4de6a, Pde5 Castellers de Castelldefels: 4de6a, 2de6, 2Pde4 Castellers de Sant Boi: 2de6, id4de7, id4de7, iPde5 Castellers de Martorell: 3de6, Pde4s |
| VI Trobada del Baix    | 26/11/2000 | Sant Boi de Llobregat     | Castellers de Sant Boi: Castellers de Cornellà: 3de7, 4de7 Castellers d'Esplugues: 3de7, 4de7 Castellers de Sant Feliu: 3de7c |
| VII Trobada del Baix   | 25/11/2001 | L'Hospitalet de Llobregat | Castellers de Cornellà: 2de7, 4de7a, Pde5, Pde4 Castellers de Sant Feliu: 4de7, 3de7, Pde5 Castellers de l'Hospitalet: id3de7, 5de6, 3de7, 2Pde4 Castellers de Sant Andreu: 4de7, id4de7a, i4de7a, Pde5 Castellers d'Esplugues: 4de6a, 2de6, idPde5, Pde4 Castellers de Gavà: 3de6, id4de6a, 4de6a, Pde4 Colla Jove de l'Hospitalet: 2de6, 3de6, 2Pde4 Castellers de Castelldefels: 3de6, 4de6, Pde4 Castellers de Sant Boi: 2de6, id4de7, i4de7, Pde4 Castellers de Martorell: i3de6, id3de6, Pde4 |
| VIII Trobada del Baix  | 1/12/2002  | Sant Feliu de Llobregat   | Castellers de Cornellà: 3de7, 4de7, 2Pde4 Castellers d'Esplugues: 3de7, 4de7a, Pde4 Castellers de Sant Boi: i3de6, id3de6, Pde4 Castellers de Sant Feliu: 4de7a, 4de7, vano de 5 Castellers de l'Hospitalet: 4de6a, 3de6, Pde4 Matossers de Molins de Rei: 4de6a, 3de6, 3Pde4 |
| IX Trobada del Baix    | 29/11/2003 | L'Hospitalet de Llobregat | Castellers de Sant Feliu: 3de6a, 3de6, Pde5 Castellers d'Esplugues: 4de7, 5de6, Pde4 Castellers de Cornellà: 3de7, 4de7, 2Pde4 Castellers de Sant Boi: 3de6, 2de6, Pde4 Castellers de Sant Andreu: 4de6a, 2de6, Pde5 Matossers de Molins de Rei: 4de7, 5de6, Pde4s Castellers de l'Hospitalet: id3de6, 4de6, Pde4 Colla Jove de l'Hospitalet: 3de6, id4de6a, Pde4 Castellers de Gavà: Pilar de 4 de comiat |
| X Trobada del Baix     | 21/11/2004 | Molins de Rei             | Castellers de Cornellà: 2de7, 5de7, 3Pde4 Castellers d'Esplugues: 4de7, id3de7, 5de6, Pde4s Castellers de Sant Andreu: 2de6, 4de6a, Pde5 Castellers de Sant Boi: 3de6c, Pde4 Castellers de Sant Feliu: 3de7, 4de6a, Pde5c Colla Jove de l'Hospitalet: 2de6, 5de6, 2Pde4 Matossers de Molins de Rei: 5de6, 4de6a, Pde4s |
| XI Trobada del Baix    | 22/10/2005 | Sant Andreu de la Barca   | Castellers de Cornellà: Pde4, 2de7, 5de7, vano de 5 Castellers d'Esplugues: Pde4, 4de7, id3de7, 3d7c, Pde4 Castellers de Sant Andreu: Pde4, 4de7, 3de7, vano de 5 Castellers de Sant Feliu: Pde4, 2de6, 4de6a, Pd5 Colla Jove de l'Hospitalet: Pde4, id2de6, id2de6, id4de6a, Pde4 Matossers de Molins de Rei: Pde4, 2de6, 3de6, Pde5 |
| XII Trobada del Baix   | 8/10/2006  | Cornellà de Llobregat     | Castellers de Cornellà: 4de7, 4de7a, Pde5 Castellers d'Esplugues: 4de6a, 4de7, 2Pde4 Castellers de Sant Andreu de la Barca: 3de6, 4de6, Pde5 Castellers de Sant Feliu: 3de6, 4de6, Pde4 Colla Jove de l'Hospitalet: 4de6a, 2de6, Pde4 Matossers de Molins de Rei: id3de6, 3de6, Pde4s |
| XIII Trobada del Baix  | 20/10/2007 | Esplugues de Llobregat    | Castellers d'Esplugues: 3de7, id4de7, 4de7, Pde4 Castellers de Cornellà: 5de7, 4de7a, 2Pde4 Castellers de Sant Feliu: 3de6, 4de6, Pde4 Colla Jove de l'Hospitalet: id2de6, id2de6, iPde5, Pde4 |
| XIV Trobada del Baix   | 11/10/2008 | Sant Feliu de Llobregat   | Castellers d'Esplugues: 5de7, 4de7a, Pde5 Castellers de Cornellà: 5de7c, 3de7, Pde5 Colla Jove de l'Hospitalet: 2de6, 3de6, Pde5 Castellers de Sant Feliu: 3de6, id4de6, Pde4 Matossers de Molins de Rei: 3de6, 3de6, Pde4 Castellers de Castelldefels: 4de6a, id2de6, 4de6, 2Pde4 |
| XV Trobada del Baix    | 03/10/2009 | Castelldefels             | Castellers d'Esplugues: 3de7, 4de7, 4de7a, Pde5 Castellers de Cornellà: 3de7, 4de7, 5d6, 2Pde4 Colla Jove de l'Hospitalet: id3d6, 3de6a, 4d6, Pde4 Matossers de Molins de Rei: 3de6a, 2de6, 5de6, Pde4 Castellers de Castelldefels: id3d6, 4de6a, id2de6, id3de6, 2Pde4 |
| XVI Trobada del Baix   | 01/05/2010 | L'Hospitalet de Llobregat | Castellers d'Esplugues: Pde4 caminant, 3de7, 4de7, 4de7a, Pde5, 2Pde4 Castellers de Cornellà: Pde4 caminant, 3de7, 4de7, 2de6, 2Pde4 Colla Jove de l'Hospitalet: Pde4 caminant, 2de6, 5de6, 4de6a, 2Pde4 Matossers de Molins de Rei: Pde4 caminant, 3de6, 5de6, 3de6a, Pde5 Castellers de Castelldefels: Pde4 caminant, id3de6, 3de6c, 2Pde4 |
| XVII Trobada del Baix  | 04/06/2011 | Molins de Rei             | Colla Jove de l'Hospitalet: 2de6, 3de6, 3de6a Castellers de Sant Feliu: Castellers d'Esplugues: 4de7, 5de7, 4de7a, Pde5, Pde5ps Castellers de Castelldefels: 3de6(id), 3de6a(id) Castellers de Cornellà: 3de7, 5de6, 4de6 Matossers de Molins de Rei: 4de7, 5de6, 2de6, Vano de 5 |
| XVIII Trobada del Baix | 2012       |                           | |
| XIX Trobada del Baix   | 2013       |                           | |
| XX Trobada del Baix    | 2014       |                           | |
| XXI Trobada del Baix   | 2015       |                           | |
| XXII Trobada del Baix  | 2016       |                           | |
| XXIII Trobada del Baix | 01/11/2017 | Begues                    | Castellers de Castelldefels: 5de7, 4de7a (id), 4de7a, 3de7, Pde5 (i), Pde4 Castellers d'Esplugues: 5de7, 2de7, 4de7a, Pde5 Castellers de Sant Feliu: 4de6a, 4de6, 3de6, Pde4ps Colla Jove de l'Hospitalet: 5de6 (id), 2de6, 4de6a, 5de6, Pde4 Matossers de Molins de Rei: 3de7, 4de7, 2de6, Pde5 Els Encantats de Begues: 2de6, 5de6, 4de6a, Pde5 Castellers de Gavà: 3de6a (id), 3de6 (id), Pde5 (id), Pde4 Castellers de Sant Vicenç: 4de7, 3de7, 2de6, Pde5 Castellers de l'Adroc: 3de6 (id), 3de6 (id), 2de6 (id), 3de6 (id), Pde4 Castellers del Prat de Llobregat: 4de6a, 5de6, 2de6 (id), 2de6, Pde5 |
| XXIV Trobada del Baix  | 18/11/2018 | Gavà                      | Castellers de Castelldefels: 3de7, 4de7a, 4de7, Pde5 Castellers de Cornellà: 5de7, 3de7a, 3de7, 2Pde5 Castellers de Sant Feliu: 4de7 (id), 4de7, 3de7,3de6ps, Pde5 Colla Jove de l'Hospitalet: 5de6, 4de6a, 2de6, 2Pd4 Matossers de Molins de Rei: 3de7 (id), 3de7, 2de6, 5de6, Pde5 Els Encantats de Begues: 3de6, 4de6, 4de6, Pde4ps Castellers de Gavà: 3de6a, 3de6, 4de6, Pde5 Castellers de Sant Vicenç: 3de7, 4de7, 4de6a (c), Pde5 Castellers de l'Adroc: 3de6a, 4de6a, 3de6 (id), 3de6, Pde5 (id), Pde4 Castellers del Prat de Llobregat: 2de6, 4de7 (id), 3de7 (id), 4de6, Pde5                    |
| XXV Trobada del Baix   | 12/10/2019 | El Prat de Llobregat      | Castellers de Castelldefels: 4de7a, 5de7, 3de7a, Pde5ps Castellers de Cornellà: 4de7a, 5de7, 3de7, Pde5 Castellers d'Esplugues: 3de7a, 5de7, 4de7a, Pde5 Colla Jove de l'Hospitalet: 3de6a, 2de6, 4de6a, Pde4 Matossers de Molins de Rei: 2de6, 3de6a, 3de7, Pde5 Castellers de Gavà: 3de6a, 4de6a, 4de6, Pde4 Castellers de Viladecans: 4de6a (c), 3de6a, 2de6, Pde4ps Castellers de Sant Vicenç: 2de6, 3de7 (id), 3de7 (id), 4de6, Pde4 Castellers de l'Adroc: 3de6, 4de6 (id), 3de6a, 4de6 (id), 2Pde4 Castellers del Prat de Llobregat: 2de6, 4de6a, 3de6a, 2Pde4                                       |
| XXVI Trobada del Baix  | 15/10/2022 | Castelldefels             | Castellers de Castelldefels: 3de7, 3de7a (id), 2de6, 4de7 (id), Pde5 (c) Castellers de Cornellà: 4de7, 3de7, 5de6, Pde5 Castellers de Sant Feliu: 2de6, 3de6a, 4de6 Els Encantats de Begues: 2de6 (id), Pde4ps Colla Jove de l'Hospitalet: 3de6a, 2de6 (id), 3de6, Pde5 (i) Matossers de Molins de Rei: 2de6, 3de7, 3de6a, Pde5 Castellers de Gavà: Pde4 Castellers de Viladecans: 3de6 (id), Pde4ps Castellers de Sant Vicenç: 3de6, 4de6, 3de6a Castellers de l'Adroc: 3de6a, 4de6a, 3de6, Pde5 Castellers del Prat de Llobregat: 2de6, 3de7 (i), 3de6                                                    |
| XXVII Trobada del Baix | 21/10/2023 | Cornellà de Llobregat     | Castellers de Castelldefels: 4de7, 4de7a, 3de7, Pde5 Castellers de Cornellà: 5de7, 4de8 (id), 4de8 (c), 7de7 (id), 3de7, Pde4 Castellers de Sant Feliu: 3de6, 4de6a, 4de6, Pde4 Castellers d'Esplugues: 5de7, 3de7ps, 4de7a, Pde5 Els Encantats de Begues: 4de6, 2de6, 3de6, Pde4ps Colla Jove de l'Hospitalet: 3de6 (id), 3de6 (id), 3de6, 2de6 (id), Pde4 Matossers de Molins de Rei: 2de6, 3de6a, 4de6a, Pde4 Castellers de Sant Vicenç: 3de6 (id), 2de6, 4de6, 3de6, Pde4 Castellers de l'Adroc: 3de6, 3de6a, 4de6 a (id), 4de6 a (id), Pde5 Castellers del Prat de Llobregat: 3de6, 3de6a (id), 4de6   |